# 安加梅迪拉國家公園
7°54′04.24″N 80°56′13.71″E / 7.9011778°N 80.9371417°E

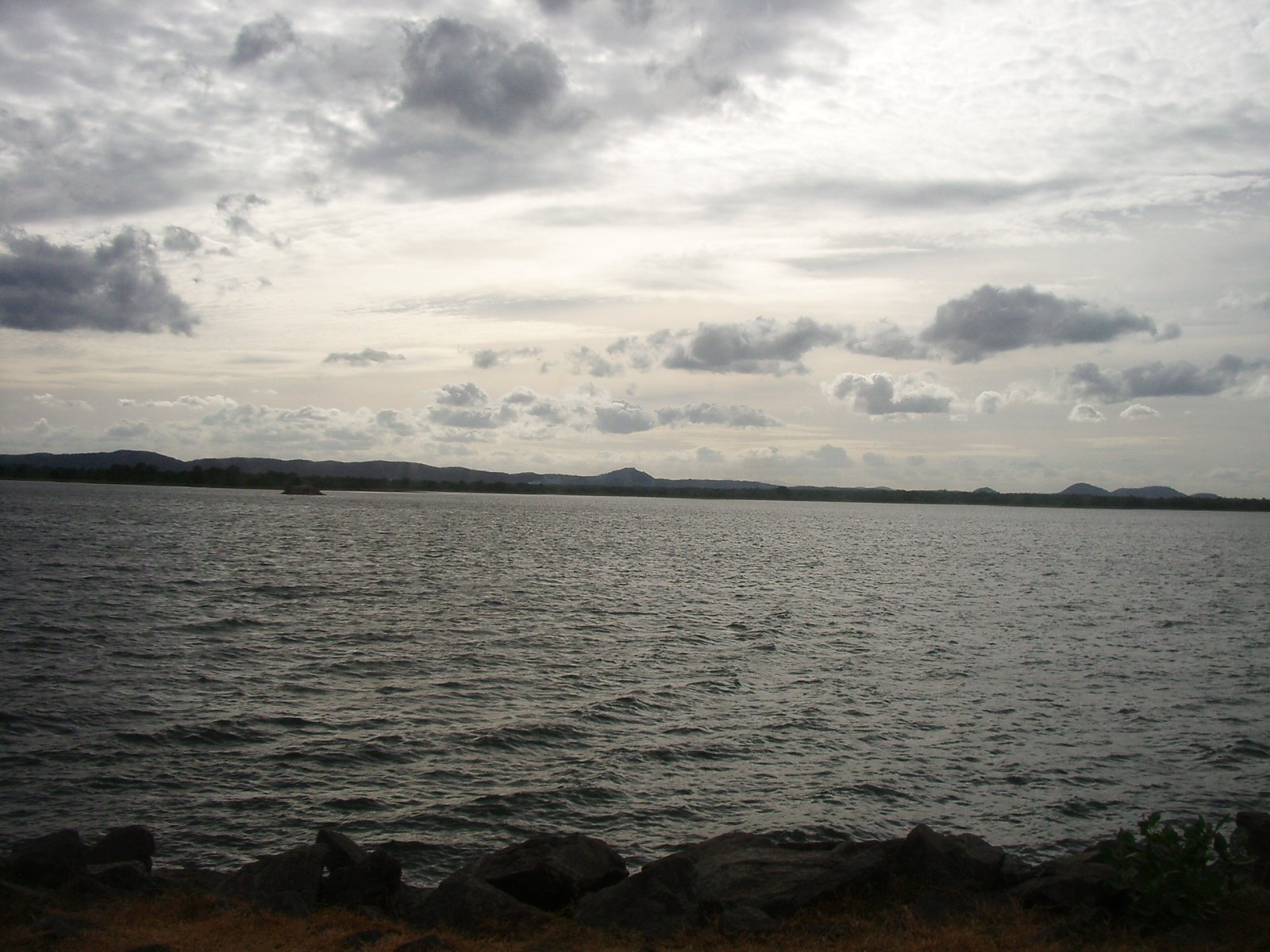

安加梅迪拉國家公園是斯里蘭卡的國家公園，位於該國中部，處於北中省，鄰近波隆納魯瓦，成立於2006年6月6日，面積75平方公里，有錫蘭象、赤麂、水牛、野豬、孔雀、斯里蘭卡豹、懶熊、黑尾原雞等野生動物棲息。